# Jill Birt
Jillian Margaret Birt dite Jill Birt, née à Tambellup, est une auteur-compositeur-interprète et architecte australienne, connue pour avoir été la claviériste et chanteuse du groupe The Triffids de 1983 à 1989.

## Biographie
Elle est issue d'une famille d'agriculteurs. Elle est élevée avec ses deux frères aînés, dans un foyer profondément religieux. Après l'école primaire locale, elle suit les cours du collège méthodiste pour filles de Perth. Elle fait ensuite des études d'art et fonde un groupe de rock féminin What Are Little Boys Made Of. Elle joue aussi avec le groupe Precious Title puis en avril 1983 entre dans le groupe The Triffids en remplacement de la claviériste d'origine Margaret Gillar.
Jill Birt participe ainsi à tous les succès du groupe jusqu'à sa séparation en août 1989.
En 1993, elle reprend des études d'architecture à l'Université d'Australie-Occidentale et devient architecte alors que son mari, Alan MacDonald, cofondateur des Triffids avec David McComb, devient, lui, avocat. McComb meurt en 1999 lors d'un greffe de cœur. Jill Birt et Alan MacDonald participent en juin 2006 et janvier 2008, à la réunification du groupe pour des concerts exceptionnels. Les performances de 2008 sont alors enregistrées pour un DVD documentaire, It's Raining Pleasure, réalisé par Steven Levett, sorti en 2009. Le groupe joue encore à diverses reprises en 2010 à Londres.
En 2011, Jill Birt sort un EP solo de quatre titres Still Life. Avec Alan MacDonald ils tournent alors en Australie (juillet 2011).
Elle sort son premier album solo le 21 avril 2012, Render & Prosper.

### Famille
Épouse d'Alan MacDonald, le couple a trois enfants.

## Discographie
Avec The Triifids
- 1983 : Treeless Plain
- 1986 : Born Sandy Devotional
- 1986 : In the Pines
- 1987 : Calenture
- 1989 : The Black Swan

Album solo
- 2012 : Render & Prosper

EP
- 2011 : Still Life